# Skulpturensammlung
La Skulpturensammlung è un museo di Dresda, situato all'interno dell'Albertinum e fa parte dello Staatliche Kunstsammlungen Dresden: raccoglie sculture che spaziano dall'antichità classica fino al XXI secolo, passando per il rinascimento, barocco ed espressionismo.

## Storia e descrizione
Il museo venne fondato per volere di Augusto I di Sassonia nel 1560 e la sua opera fu portata avanti negli anni successivi da Augusto II di Polonia, il quale ingrandì notevolmente la collezione, facendo diventare Dresda la prima città tedesca ad avere la più grande collezione di oggetti d'antiquariato in stile italiano: per incrementare maggiormente la collezione inviò a Roma alcuni suoi funzionari, acquistando dalla tenuta di Agostino Chigi, nel 1728, una serie di centosessanta statue in marmo antico e dal cardinale Alessandro Albani altre trentaquattro opere, mentre nel 1736 vennero acquistate dal Belvedere di Vienna del principe Eugenio di Savoia tre statue femminili, provenienti dal Teatro degli scavi archeologici di Ercolano. Dal 1729 la collezione fu ospitata all'interno del palazzo nel Grande Giardino, per poi essere spostata nel 1786 al palazzo giapponese: una nuova sezione fu aperta nel 1783 quando, per volere dell'archeologo Johann Joachim Winckelmann, furono acquistati ottocentotrentatré calchi in gesso dalla tenuta del pittore Anton Raphael Mengs; questo tipo di raccolta crebbe rapidamente fino a raggiungere circa quattromilacinquecento unità, con riproduzioni di soggetti di tipo greco e romano. Durante la metà del XIX secolo altre opere furono acquistate: queste spaziavano da singole unità a collezioni intere.

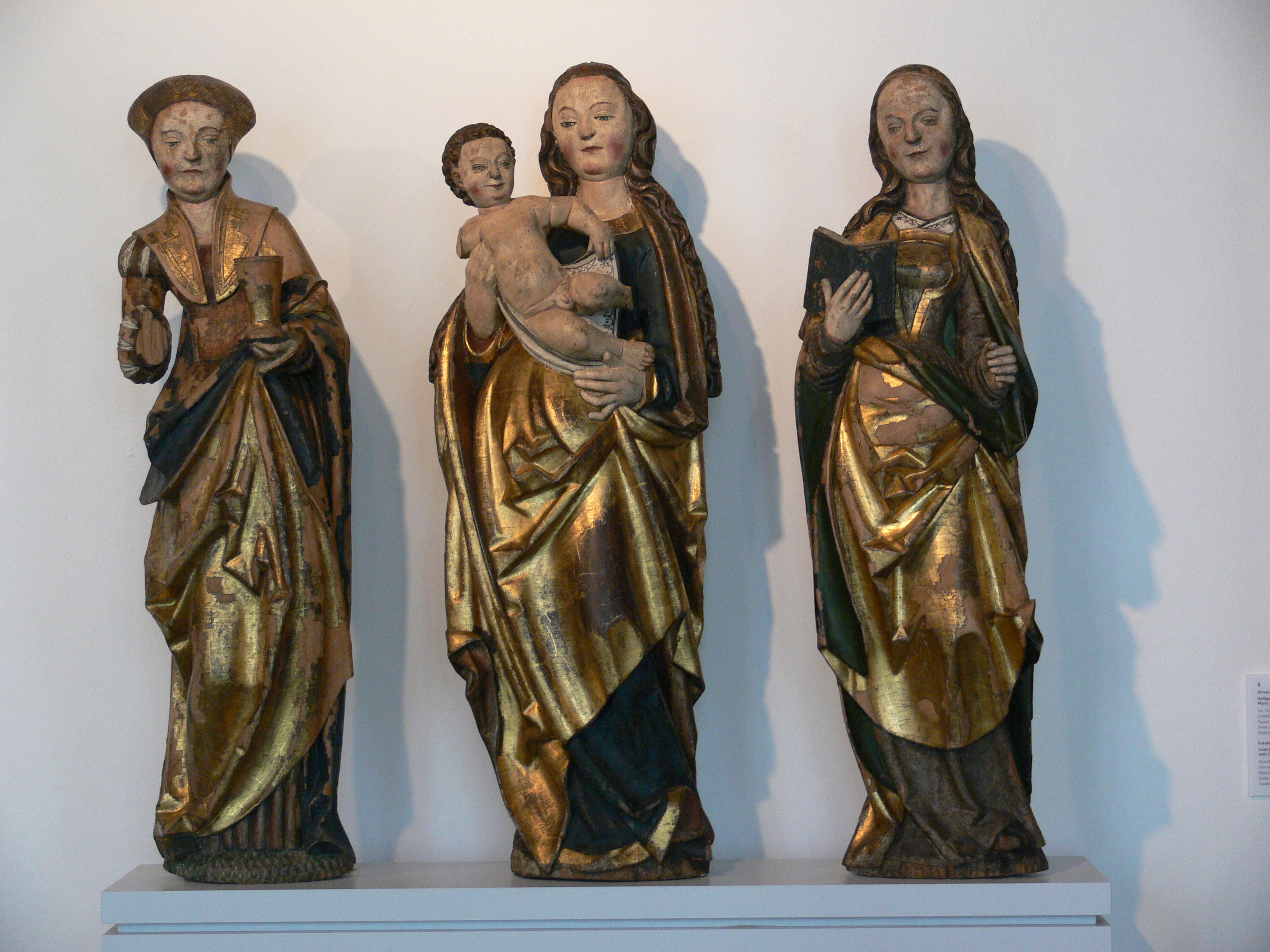
Statuaria medievale esposta nel museo

Come successore di Hermann Hettner, nel 1882 fu nominato direttore Georg Treu: sotto la sua direzione le statue furono sistemate secondo una collocazione temporale e vennero acquistate numerose altre opere, molte delle quali di scultori contemporanei quali Auguste Rodin e Constantin Meunier. In seguito, nel 1889, la mostra fu spostata nell'ex arsenale, conosciuto poi con in nome di Albertinum: da tale periodo inoltre il museo fu chiamato con il suo nome attuale e non più Antiken-Kabinett poiché ospitava anche opere moderne. A Georg Treu seguirono Paul Herrmann, Bruno Schröder e Walter Müller, i quali aprirono ed ingrandirono sezioni dedicate alle statue tedesche e francesi. Durante il nazionalsocialismo ventiquattro statue di stampo moderno furono confiscate in quanto ritenute arte degenerata, ossia contrarie alle concezioni naziste, e furono vendute all'estero, tra cui un'opera di Wilhelm Lehmbruck, la Große Kniende, che egli stesso avevo donato al museo, venduta nel 1937 agli Stati Uniti d'America: questa fu riacquistata nel 1993 per circa un milione di dollari. Con lo scoppio della seconda guerra mondiale il museo venne chiuso e parte di esso danneggiato: tutte le opere d'arte sopravvissero al conflitto, eccetto la collezione di calchi, anche se, con l'occupazione sovietica, queste vennero confiscate e trasportate a Mosca, per poi essere riportate a Dresda solo nel 1958. Con l'acquisto di altre opere che spaziavano dall'arte greca fino ad arrivare al XIX secolo, il museo venne riaperto nell'Albertinum nel 1969: la sistemazione della collezione andò poi migliorando quando grazie al restauro del castello di Dresda e dello Zwinger, quando molte mostre, come quella del Münzkabinett o del Grünes Gewölbe, furono spostate, permettendo l'ampliamento dello Skulpturensammlung. A seguito dell'alluvione dell'Elba del 2002 si resero necessari dei lavori di ristrutturazione al complesso, e la mostra fu nuovamente visitabile a partire dal 19 giugno 2010.
Il museo ospita opere quali sculture, vasi, terrecotte, oltre a bassorilievi assiri, mummie egizie, bronzi rinascimentali e barocchi, e fino al 2009, diverse opere scultoree sassoni medioevali di stampo gotiche, provenienti da alcune chiese, poi trasferita allo Schloßbergmuseum, dopo essere state ospitate momentaneamente alla Skulpturensammlung dal castello di Albrechtsburg. Tra gli artisti esposti: scultori del XX secolo come Hermann Blumenthal e Wieland Förster, centoventicinque opere di artisti della Repubblica democratica tedesca quali Wilhelm Lehmbruck e Fritz Wotruba, modelli originali di Ernst Rietschel ed ancora Giambologna, Balthasar Permoser, Auguste Rodin e Edgar Degas. Nel museo sono state aperte due nuove gallerie chiamate Klingersaal e Galerie Neue Meister: nella prima sono presenti opere appartenenti a quelli artisti che aderirono al movimento chiamato Fin de siècle come Arnold Böcklin, Max Klinger, Franz von Stuck e Sascha Schneider, mentre nella seconda accanto alle sculture si accostano opere pittoriche. È presente anche una collezione, inaugurata nel 2012, di utensili e strumenti di culto, provenienti da vari paesi che si affacciano sul mar Mediterraneo.